# Bành Thanh Hoa
Bành Thanh Hoa (sinh tháng 4 năm 1957) là chính khách nước Cộng hòa Nhân dân Trung Hoa. Ông là Ủy viên Ban Chấp hành Trung ương Đảng Cộng sản Trung Quốc khóa XIX, nguyên là Bí thư Tỉnh ủy tỉnh Tứ Xuyên kiêm Chủ nhiệm Ủy ban Thường vụ Đại hội Đại biểu Nhân dân tỉnh Tứ Xuyên; Bí thư Khu ủy Khu tự trị dân tộc Choang Quảng Tây, Chủ nhiệm Ủy ban Thường vụ Đại hội Đại biểu Nhân dân Khu tự trị dân tộc Choang Quảng Tây và Chủ nhiệm Văn phòng Liên lạc Đặc khu hành chính Hồng Kông thường trú Chính phủ nhân dân Trung ương.

## Tiểu sử

### Thân thế
Bành Thanh Hoa là người Hán sinh tháng 4 năm 1957, người Đại Dã, tỉnh Hồ Bắc.

### Giáo dục
Tháng 8 năm 1979 đến tháng 7 năm 1983, Bành Thanh Hoa theo học chuyên ngành triết học khoa triết học tại Đại học Bắc Kinh.
Tháng 9 năm 1993 đến tháng 3 năm 1996, ông theo học nghiên cứu sinh tại chức chuyên ngành ngoại thương công nghiệp tại Đại học Hồ Nam.
Tháng 3 năm 1996 đến tháng 6 năm 2001, ông theo học nghiên cứu sinh tại chức chuyên ngành quản lý doanh nghiệp tại Đại học Trung Sơn và được trao học vị tiến sĩ quản lý.

### Sự nghiệp
Tháng 8 năm 1974, Bành Thanh Hoa tham gia công tác là tổ trưởng thanh niên trí thức vườn trà Thái Bà Tiêm, huyện Đại Dã, tỉnh Hồ Bắc.
Tháng 11 năm 1975, Bành Thanh Hoa về làm cán sự Văn phòng thanh niên trí thức Huyện ủy Đại Dã rồi thư ký Văn phòng Đảng công xã, thư ký Văn phòng Huyện ủy. Tháng 6 năm 1976, Bành Thanh Hoa gia nhập Đảng Cộng sản Trung Quốc.
Tháng 7 năm 1983, sau khi tốt nghiệp, Bành Thanh Hoa gia nhập Ban Tổ chức Trung ương Đảng Cộng sản Trung Quốc đảm nhiệm cán sự Cục Cán bộ ngoại sự đảng chính, cán sự Cục Cán bộ địa phương rồi nhậm chức Phó Trưởng phòng vào tháng 7 năm 1988.
Tháng 8 năm 1988, Bành Thanh Hoa chuyển sang làm thư ký Ban Tổ chức Trung ương, ông là người lâu năm đảm nhiệm thư ký cho nguyên Trưởng Ban Tổ chức Trung ương Đảng Cộng sản Trung Quốc Tống Bình.
Tháng 11 năm 1992, Bành Thanh Hoa được cử làm người phụ trách Viện Nghiên cứu xây dựng Đảng, Ban Tổ chức Trung ương Đảng Cộng sản Trung Quốc rồi nhậm chức Phó Viện trưởng Viện Nghiên cứu xây dựng Đảng.
Tháng 3 năm 1997, ông giữ chức Phó Viện trưởng Viện Nghiên cứu xây dựng Đảng rồi được bổ nhiệm làm Viện trưởng Viện Nghiên cứu xây dựng Đảng kiêm Tổng biên tập tòa soạn tạp chí Nghiên cứu xây dựng Đảng.
Tháng 5 năm 1999, ông được bổ nhiệm giữ chức Chủ nhiệm Phòng Nghiên cứu Ban Tổ chức Trung ương. Tháng 6 năm 2000, ông được bổ nhiệm làm Cục trưởng Cục Pháp quy chính sách kiêm Chủ nhiệm Phòng Nghiên cứu Ban Tổ chức Trung ương. Tháng 1 năm 2001, ông được bổ nhiệm làm Cục trưởng Cục Cán bộ 1, Ban Tổ chức Trung ương.
Tháng 12 năm 2003, Bành Thanh Hoa được bổ nhiệm giữ chức Phó Chủ nhiệm Văn phòng Liên lạc Đặc khu hành chính Hồng Kông thường trú Chính phủ nhân dân Trung ương. Tháng 7 năm 2007, ông nhậm chức Phó Chủ nhiệm Văn phòng Liên lạc Đặc khu hành chính Hongkong thường trú Chính phủ nhân dân Trung ương, hàm Bộ trưởng. Ngày 21 tháng 10 năm 2007, tại phiên bế mạc của Đại hội Đảng Cộng sản Trung Quốc lần thứ 17, Bành Thanh Hoa được bầu làm Ủy viên Ban Chấp hành Trung ương Đảng Cộng sản Trung Quốc khóa XVII.
Tháng 5 năm 2009, ông được bổ nhiệm làm Chủ nhiệm Văn phòng Liên lạc Đặc khu hành chính Hồng Kông thường trú Chính phủ nhân dân Trung Xe.
Ngày 14 tháng 11 năm 2012, tại Đại hội Đảng Cộng sản Trung Quốc lần thứ 18, ông được bầu lại là Ủy viên Ban Chấp hành Trung ương Đảng Cộng sản Trung Quốc khóa XVIII. Ngày 19 tháng 12 năm 2012, triệu tập hội nghị cán bộ lãnh đạo Khu tự trị dân tộc Choang Quảng Tây, tại hội nghị Phó Trưởng Ban Tổ chức Trung ương Vương Nhĩ Thừa đã công bố quyết định của Ủy ban Trung ương Đảng Cộng sản Trung Quốc bổ nhiệm Bành Thanh Hoa làm Bí thư Khu ủy Khu tự trị dân tộc Choang Quảng Tây thay cho ông Quách Thanh Côn. Tháng 1 năm 2013, ông được bầu kiêm nhiệm chức vụ Chủ nhiệm Ủy ban Thường vụ Đại hội đại biểu nhân dân Khu tự trị dân tộc Choang Quảng Tây. Tháng 5 năm 2013, ông kiêm nhiệm chức vụ Bí thư thứ nhất Đảng ủy Quân khu Quảng Tây.
Ngày 24 tháng 10 năm 2017, tại phiên bế mạc của Đại hội Đảng Cộng sản Trung Quốc lần thứ XIX, ông được bầu làm Ủy viên Ban Chấp hành Trung ương Đảng Cộng sản Trung Quốc khóa XIX. Ngày 21 tháng 3 năm 2018, Ủy ban Trung ương Đảng Cộng sản Trung Quốc quyết định bổ nhiệm Bành Thanh Hoa làm Bí thư Tỉnh ủy Tứ Xuyên, kế nhiệm ông Vương Đông Minh. Tháng 4 năm 2022, ông miễn nhiệm chức vụ Bí thư Tỉnh ủy Tứ Xuyên, nghỉ hưu.